# Loriot des Philippines
Oriolus steerii
Espèce
Statut de conservation UICN

 LC  : Préoccupation mineure
Le Loriot des Philippines (Oriolus steerii) est une espèce de passereau de la famille des Oriolidae.

## Description
C'est un oiseau brun-jaunâtre avec des plumes fines principalement sur la partie supérieure du corps, un bec et des yeux rouges.

## Alimentation
Un peu comme les autres Loriots, il a tendance à avoir un régime constitué principalement de fleurs, d'herbe et autres aliments de ce type.

## Répartition
Il est endémique aux Philippines.

## Habitat
Il habite les forêts humides tropicales et subtropicales.

## Sous-espèces
- Oriolus steerii samarensis Steere, 1890 — Samar, Leyte, Bohol et est de Mindanao ;
- Oriolus steerii assimilis Tweeddale, 1878 — Cebu ;
- Oriolus steerii steerii Sharpe, 1877 — Masbate et Negros ;
- Oriolus steerii basilanicus Ogilvie-Grant, 1896 — Basilan et ouest de Mindanao ;
- Oriolus steerii cinereogenys Bourns & Worcester, 1894 — archipel de Sulu.